# Су-26
Су-26, СУ-26 — одноместный спортивно-пилотажный самолёт разработки ОКБ Сухого.
Первый в мире спортивный самолёт, изначально рассчитанный на эксплуатационную перегрузку в 12 g; разрушающая перегрузка составляет 23 g. Впервые среди самолётов такого типа оснащён креслом с большим наклоном спинки (35°), что позволяет легче переносить высокие перегрузки. Также впервые при создании спортивного самолёта конструкторы опирались на использование в основном композиционных материалов: их доля в весе конструкции превышает 50 %.

## История

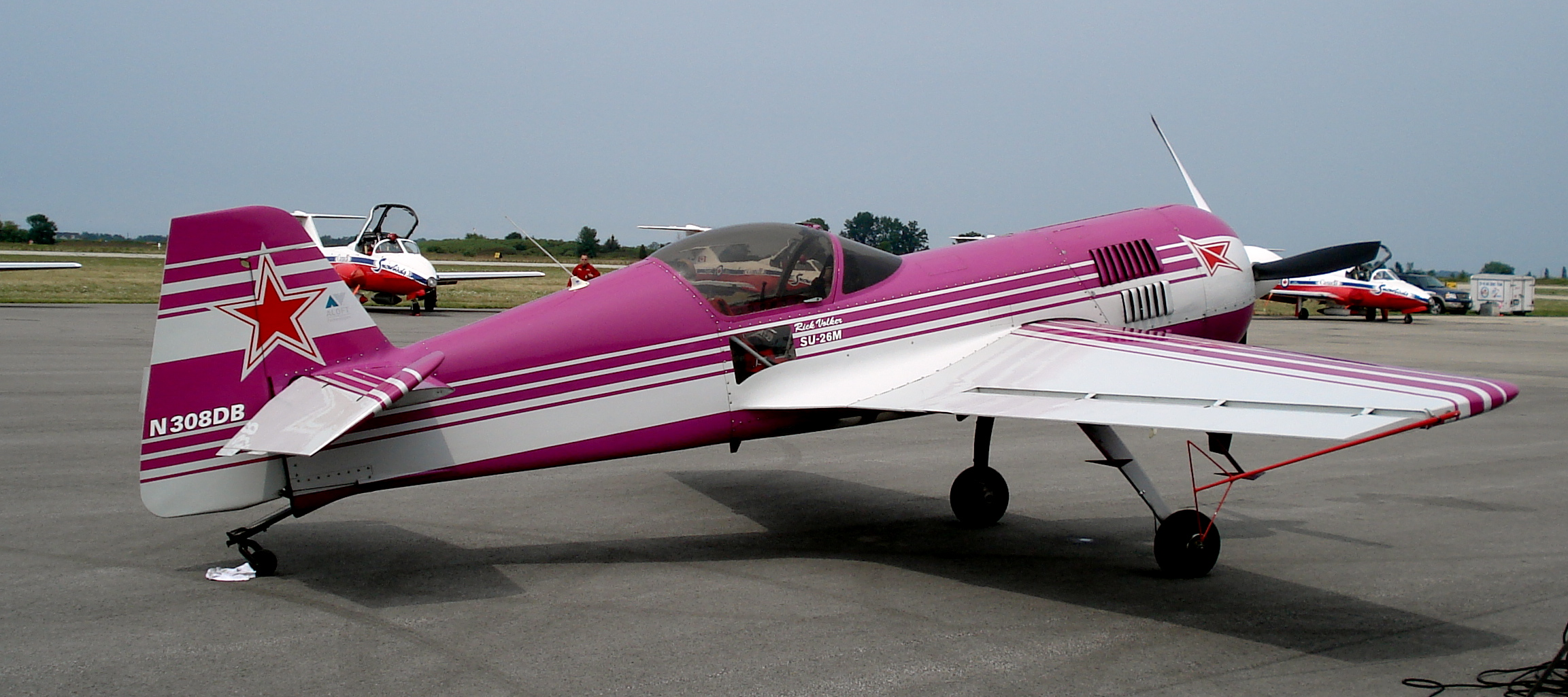
Су-26М

Су-26 — первый самолёт спортивного назначения ОКБ Сухого. Его разработка началась в 1983 году, опытный образец совершил первый полёт 30 июня 1984 года, машину пилотировал Евгений Фролов.
Всего было выпущено 5 машин, остальные выпускавшиеся Су-26 были с модификациями и имели различные дополнительные отметки в названии.
Су-26М быстро завоевал звание одного из лучших спортивно-пилотажных самолётов мира для участия в соревнованиях и показательных выступлениях. Он занимает лидирующее место по числу завоёванных на нём призов на различных соревнованиях по высшему пилотажу: к 1993 году на Су-26М завоёвано более 150 медалей, из них более 90 золотых. Выступая на Су-26М, Любовь Немкова стала абсолютной чемпионкой мира, а Николай Никитюк — абсолютным чемпионом Европы. Начиная с 1996 года в США, Великобританию, ФРГ, Испанию, ЮАР, Австралию и другие страны поставлено более 120 самолётов этого типа.
Су-26М3 — один из немногих спортивных самолётов, оснащённых системой катапультирования лётчика. Самолёты Су-26 более ранних модификаций её также не включали. При возникновении аварийной ситуации лётчик имеет возможность покинуть самолёт с помощью катапультной системы СКС-94М.
Су-26 впервые был представлен на чемпионате мира по высшему пилотажу в августе 1984 года в Венгрии. 
Позднее появилась его модификация Су-26М, с которой сборная команда СССР, полностью выступавшая на Су-26М, на XIII чемпионате мира в августе 1986 года в Великобритании, завоевала командное первенство и «Кубок Нестерова», а также 16 медалей из 33 разыгрывавшихся.
Выпуск Су-26М3, как и всех остальных модификаций Су-26, на данный момент прекращён.
В аэроклубах России нет Су-26. В распоряжении сборной России по высшему пилотажу находятся три самолёта Су-26М3.

## Конструкция
Су-26 выполнен по нормальной аэродинамической схеме — одномоторный низкоплан с трёхопорным неубирающимся шасси с задним колесом.
- Фюзеляж — конструкция ферменная, сварная из высокопрочных стальных нержавеющих труб. Такая конструкция позволила остеклить практически всю среднюю часть вокруг кабины пилота, что позволяет пилоту видеть границы пилотажной зоны при любом положении самолёта. Обшивка фюзеляжа выполнена из трёхслойных стеклопластиковых панелей с пенопластовым заполнителем. По контуру панели окантованы дюралюминием. Для доступа к агрегатам и узлам фюзеляжа любая панель снимается за несколько минут. Нижняя носовая часть фермы фюзеляжа сделана съёмной для возможности отстыковки крыла.[3]
- Крыло — двухлонжеронное, неразъёмное. Передний лонжерон коробчатого сечения с полками из углепластика, стенки лонжерона образованы намоткой стеклоткани, внутренние полости лонжерона заполнен пенопластом. Задний лонжерон также из углепластика. В местах установки узлов навески элеронов в задний лонжерон вклеены металлические вкладыши. Обшивка — трёхслойные стеклопластиковые панели с пенопластовым заполнителем. В корневой части крыла между лонжеронами вклеены топливные баки-отсеки, изготовленные из бензостойкого пенопласта. Снаружи крыло тщательно отшпаклёвано, окрашено синтетическими эмалями и отполировано.[4]

Элерон имеет сплошной пластиковый заполнитель, стеклопластиковую обшивку и коробчатый лонжерон с полками из углепластика. Между полками вклеены металлические узлы навески элерона, на каждом элероне имеются по два аэродинамических компенсатора в виде треугольных пластин. Применение компенсаторов позволило снизить усилия на ручке управления при отклонении элеронов.
- Хвостовое оперение — изготовлено из композиционных материалов. Киль и стабилизатор двухлонжеронной конструкции. Лонжероны — углепластиковый швеллер. Обшивка — трёхслойные пластиковые панели с пенопластовым заполнителем. Конструкция руля направления и руля высоты аналогична элерону.[4]
- Шасси — неубирающееся, рессорное, с упругим элементом из титанового сплава. Тормоза гидравлические, дисковые. Хвостовое колесо управляемое, связанное с рулём направления двумя пружинными тягами.[3]
- Силовая установка — девятицилиндровый двигатель воздушного охлаждения М-14П мощностью 360 л. с. На самолёт устанавливались воздушные винты с автоматически изменяемым шагом, двух типов: отечественные двухлопастные, либо импортные трёхлопастные. Топливо располагалось в двух крыльевых баках — основном в левом крыле, используемом при выполнении фигур высшего пилотажа, и дополнительном в правом крыле, который заправляют только для перегоночных полётов. К двигателю топливо поступает через расходный бачок. Возможна подвеска дополнительного бака ёмкостью на 100 литров.[3]
- Управление — смешанное. Управление рулём высоты и элеронами осуществляется жёсткими тягами, рулём направления тросами. Педали управления — подвесного типа, с гидравлическими клапанами управления тормозами, расположенными на педалях.[4]
- Оборудование — оборудование кабины скомпоновано с учётом пожеланий ведущих спортсменов-пилотажников страны. Оборудование состоит из высотомера, указателя скорости, часов, а также стандартных приборов контроля силовой установки. Радиооборудование самолёта — портативная радиостанция «Бриз». Для питания электропотребителей использован лёгкий малогабаритный аккумулятор ёмкостью 3,6 ампер-часа.[4]
- Кабина пилота — закрытого типа. Её компоновка удобна и эргономична, что подтверждено многочисленными отзывами пилотов. Кресло пилота изготовлено с учётом требований современной авиационной медицины. Спинка кресла имеет угол наклона 45 градусов, что позволяет легче переносить высокие перегрузки, возникающие в полёте, а они не малые от +11 до −9 единиц. Кресло для полулежащего положения лётчика впервые использовано на спортивно-пилотажном самолёте. Конструктивно кресло представляет собой единый ложемент, изготовленный из стеклопластика. В спинку кресла вкладывается наспинный парашют. Привязные ремни пилота крепятся к элементам конструкции фюзеляжа. Фонарь кабины пилота открывается поворотом на правую сторону. Самолёт оснащён системой автоматического сброса фонаря при возникновении аварийной ситуации.[4]

## Модификации
| Название модели | Краткие характеристики, отличия. |
| --------------- | --- |
| Су-26           | Первоначальный вариант с двухлопастным винтом и крылом без поперечного набора, выпущено всего 4 экземпляра. |
| Су-26М          | Улучшенный вариант Су-26, с трёхлопастным винтом и крылом с 16 нервюрами. Установлен поршневой двигатель М-14П «ОКБ Моторостроения», город Воронеж. |
| Су-26МХ         | Экспортный вариант самолёта Су-26М с крыльевыми топливными баками. Установлен поршневой двигатель М-14Х «ОКБ Моторостроения», город Воронеж. |
| Су-26М2         | Вариант, оснащённый системой трассирования траектории полёта. |
| Су-26М3         | Вариант, оснащённый системой трассирования траектории полёта и дополнительным топливным баком. Обновлены кок винта, кабина лётчика, фонарь кабины, крыло и оперение, шасси самолёта, установлены новые элероны на крыле. Крыло модернизировано с повышением характеристик и показателей аэродинамики. Установлен новый авиационный поршневой двигатель М-9Ф мощностью 420 л. с. |

## Лётно-технические характеристики
| Характеристика                                | Показатель           |
| --------------------------------------------- | -------------------- |
| Производитель                                 | ОКБ Сухого           |
| Двигатель                                     | ПД М-14П             |
| Размах крыла                                  | 7,80 м               |
| Длина                                         | 6,83 м               |
| Высота                                        | 2,78 м               |
| Площадь крыла                                 | 11,80 м²             |
| Вес пустого самолёта                          | 680 кг               |
| Нормальная взлётная масса                     | 835 кг               |
| Экипаж                                        | 1                    |
| Максимально допустимая скорость:              | 450 км/ч             |
| Максимальная скорость горизонтального полёта: | 310 км/ч             |
| Дальность полёта                              | 800 км               |
| Максимальная скороподъёмность                 | 1800 м/мин. (30 м/с) |
| Практический потолок                          | 4000 м               |
| Макс. эксплуатационная перегрузка             | 12                   |

## Аварии и катастрофы
- 24 сентября 2014 года Су-26М упал в Эгейское море. Пилот Юргис Кайрис успел выпрыгнуть с парашютом.[5]